# Urraca Garcés de Pamplona
Urraca Garcés de Pamplona (? - 1041), infanta de Pamplona, comtessa consort de Castella (v 959-970) i duquessa consort de Gascunya.
Filla de Garcia Sanxes I de Pamplona i la seva segona esposa Teresa de Lleó, i germana de Sanç II Abarca.
Es casà vers el 959 amb el comte de Castella Ferran González, vidu de la seva primera muller Sança de Pamplona. D'aquest matrimoni en nasqueren dos fills: 
- l'infant Pere Fernández de Castella, que fou avi d'Urraca Salvadórez, muller del futur rei Sanç I Garcia
- la infanta Toda Fernández de Castella

En segones núpcies es casà amb Guillem I de Gascunya. D'aquest matrimoni nasqueren:
- l'infant Bernat-Guillem de Gascunya (?-1009), duc de Gascunya
- l'infant Sanç-Guillem de Gascunya (?-1032), duc de Gascunya
- la infanta Brisa de Gascunya, casada amb Guillem V de Poitiers, comte de Poitiers i duc d'Aquitània.
- la infanta Garsenda de Gascunya, casada amb un gran senyor de Borgonya
- la infanta Toda de Gascunya, casada el 992 amb Bernat I de Besalú

Urraca va morir el 12 d'agost de 1041.